# 切尔缅·瓦利耶夫
切尔缅·阿赫萨尔别科维奇·瓦利耶夫（俄语：Чермен Ахсарбекович Валиев，1998年12月10日—），俄罗斯、阿尔巴尼亚男子摔跤运动员，2019年世界U23摔跤锦标赛男子自由式70公斤级银牌得主、2021年世界U23摔跤锦标赛男子自由式74公斤级金牌得主、2024年夏季奥林匹克运动会男子自由式74公斤级铜牌得主。是阿爾巴尼亞史上首位奧運獎牌得主。

## 外部連結
- 切尔缅·瓦利耶夫在United World Wrestling（英语）